# 煎饼侠
《煎饼侠》是董成鹏(大鹏)自编自导自演的一部中国喜剧片，其他主演包括袁姗姗、柳岩、吴君如等人。2015年7月17日上映。

## 剧情
人气偶像大鹏（董成鹏 饰）遭遇了意外事件，令其跌入人生谷底，女友采洁（郭采洁 饰）也离他而去，只剩助理董成龙（潘斌龙 饰）和红颜知己柳岩（柳岩 饰）对他不离不弃。大鹏草率签下电影合约，却因资金问题一筹莫展，还遭到了黑道大哥王老板（梁超 饰）的威胁。无奈之下大鹏只得找来小明星杜潇潇（袁姗姗 饰）、群头马涛（衣云鹤 饰）、狗仔摄影师胡来（崔志佳 饰）组成一个临时摄制组，准备拍摄一部全明星阵容的大片，而拍摄方式也是前所未有的尝试，邓超、吴君如、曾志伟、东北F4等一线大咖能否顺利出演？逼入绝境的大鹏将遭遇什么样的困难？

## 角色
| 演員              | 角色      | 備註                                                                               |
| 大鹏              | 大鹏      | 曾经的人气演员，为了梁超所付的巨额资金，他组建了一个电影拍摄团队并担纲主演“煎饼侠” |
| 袁姗姗            | 杜潇潇    | 梁超追求的对象/大鹏执导电影的女主角                                                |
| 潘斌龙            | 大潘      | 大鹏的助理                                                                         |
| 衣云鹤            | 馬濤      | 电影男演员                                                                         |
| 乔杉              | 花花      | 大鹏的经纪人，娘娘腔                                                               |
| 崔志佳            | 胡来      | 电影摄影师                                                                         |
| 柳岩              | 柳岩      | 大鹏的朋友                                                                         |
| 尚-克勞德·范·達美 | 尚格·云顿 | 大鹏执导电影的片尾的大反派                                                         |
| 郭采洁            | 郭采洁    | 大鹏的前女友                                                                       |
| 吴君如            | 吴君如    | 大鹏团队偷拍的对象                                                                 |
| 曾志伟            | 曾志伟    |                                                                                    |
| 梁超              | 王海      | 为了杜潇潇而付钱给大鹏拍电影的有钱人                                               |
| 岳云鹏            | 岳云鹏    | 大鹏团队偷拍的对象                                                                 |
| 邓超              | 邓超      | 大鹏团队偷拍的对象                                                                 |
| 小沈阳            | 小沈阳    | 东北F4成员/大鹏团队偷拍的对象                                                      |
| 宋小宝            | 宋小宝    | 东北F4成员/大鹏团队偷拍的对象                                                      |
| 张晓光            | 张晓光    | 东北F4成员/大鹏团队偷拍的对象                                                      |
| 王小利            | 王小利    | 东北F4成员/大鹏团队偷拍的对象                                                      |
| 郑伊健            | 郑伊健    | 友情客串                                                                           |
| 陈小春            | 陈小春    | 友情客串                                                                           |
| 林晓峰            | 林晓峰    | 友情客串                                                                           |
| 谢天华            | 谢天华    | 友情客串                                                                           |
| 陈羽凡            | 陈羽凡    | 友情客串                                                                           |
| 胡海泉            | 胡海泉    | 友情客串                                                                           |
| 陳赫              | 陳赫      | 友情客串                                                                           |
| 鄭愷              | 鄭愷      | 友情客串                                                                           |
| 林更新            | 林更新    | 友情客串                                                                           |
| 包貝爾            | 包貝爾    | 友情客串（顶替身陷涉毒丑闻的王学兵）                                               |

## 创作
这是演员大鹏的电影导演处女作，2014年11月下旬杀青。

## 评价
网易影评：“告别网络剧走向大银幕的大鹏，贡献了超出预期的一部喜剧。曾经以为会是LOWLOW的《煎饼侠》却意外地将好莱坞式的美国梦成功本土化成非常接地气的中国梦，无论是东北F4的爆笑情节，还是恰好暗和时下观众心曲的“不想被这个城市抛弃”的心酸奋斗，《煎饼侠》都并不是一个能用一句话总结的文本，就像大鹏从一个编辑到主持到导演的路程，也并不能那么简单的总结。”
m1905电影网影评：“比较意外的是，大鹏的《煎饼侠》，竟然不似那些网络恶搞剧的电影版。影片不仅有恶搞与胡闹，导演有意在其中植入了一些小感动，而在剧情设置上，也总有一点周星驰《喜剧之王》的影子。就靠着这点相似，让《煎饼侠》的品质也提升了不少。”

## 原声资料
| 煎饼侠 电影原声专辑 | 煎饼侠 电影原声专辑                                                                               | 煎饼侠 电影原声专辑 |
| 曲序                | 曲目                                                                                              | 时长                |
| ------------------- | ------------------------------------------------------------------------------------------------- | ------------------- |
| 1.                  | Opening（原声音乐）                                                                               | 0:40                |
| 2.                  | 恐高的鸟（演唱：大鹏 作曲：王铮亮 作词：大鹏 编曲：闫天午）                                       | 4:56                |
| 3.                  | 煎饼侠（赵英俊版）（作曲：赵英俊 作词：大鹏 演唱：赵英俊）                                        | 4:22                |
| 4.                  | 那时候（原声音乐）                                                                                | 1:35                |
| 5.                  | 煎饼侠（二手玫瑰版）（作曲：赵英俊 二手玫瑰乐队 演唱：梁龙 编曲：二手玫瑰乐队 制作人：梁龙 姚澜） | 3:38                |
| 6.                  | Watch Me Do It（演唱：MC Hotdog、顽童MJ116、呆宝静）                                              | 3:44                |
| 7.                  | 煎饼侠（胡彦斌版）（演唱：胡彦斌 词曲：赵英俊）                                                   | 4:21                |
| 8.                  | 宿命（原声音乐）                                                                                  | 1:17                |
| 9.                  | 煎饼侠（谭维维版）（作曲：赵英俊 改编：谭维维 编曲：刘洲 演唱：谭维维）                           | 3:46                |
| 10.                 | 五环之歌（词：飯否網友「老楊」（真名實姓不詳） 曲：唐诃、吕远 演唱：MC Hotdog 岳云鹏）            | 2:49                |
| 11.                 | 煎饼侠（常石磊Remix版）（演唱：赵英俊 词曲：赵英俊 编曲：常石磊）                                 | 4:35                |
| 总时长：            | 总时长：                                                                                          | 32:02               |

来源：

## 票房
2015年7月17日电影在中国大陆上映首日获得1.39亿元人民币，吸引437万人观影，成功刷新中国2D电影首日票房纪录。首周三天累计4.3亿次于《捉妖记》列第二位。次周收4.35亿蝉联亚军。第三周入账1.51亿三度蝉联亚军，第四周以8000万又蝉联亚军。成为中国影史继《泰囧》、《西游降魔篇》、《心花路放》、《西游记之大闹天宫》和《捉妖记》之后第6部突破10亿大关的华语电影。

## 奖项
| 年份   | 頒獎典禮                       | 獎項           | 名字 | 結果 |
| ------ | ------------------------------ | -------------- | ---- | ---- |
| 2015年 | 上海国际电影节电影频道传媒大奖 | 最佳新人男演员 | 大鹏 | 獲獎 |
| 2015年 | 上海国际电影节电影频道传媒大奖 | 最佳新人导演奖 | 大鹏 | 獲獎 |

## 宣傳活動
| 播出時間      | 活動           | 出席演員     |
| ------------- | -------------- | ------------ |
| 2015年5月30日 | 《快樂大本營》 | 大鹏、袁姗姗 |
| 2015年6月4日  | 《我们都爱笑》 | 大鹏、柳岩   |

## 相關
- 中国内地最高电影票房收入列表